# Miguel Rangel
Miguel Rangel OFMCap (ur. w 1541 w Coimbrze, zm. 16 sierpnia 1602 w São Salvador de Congo) – portugalski duchowny rzymskokatolicki, kapucyn, misjonarz, biskup Angoli i Konga.

## Biografia
W 1581 przyjął święcenia prezbiteriatu i został kapłanem Zakonu Braci Mniejszych Kapucynów.
20 maja 1596 papież Klemens VIII mianował go biskupem nowo powstałej diecezji Angoli i Konga (São Salvador de Congo). W Lizbonie przyjął sakrę biskupią z rąk tytularnego patriarchy Jerozolimy Fabio Biondiego.
Następnie wyjechał do Afryki, gdzie osiadł w Sao Salvador de Congo. Biskupem był do śmierci 16 sierpnia 1602.